# Initiatief (tijdschrift)

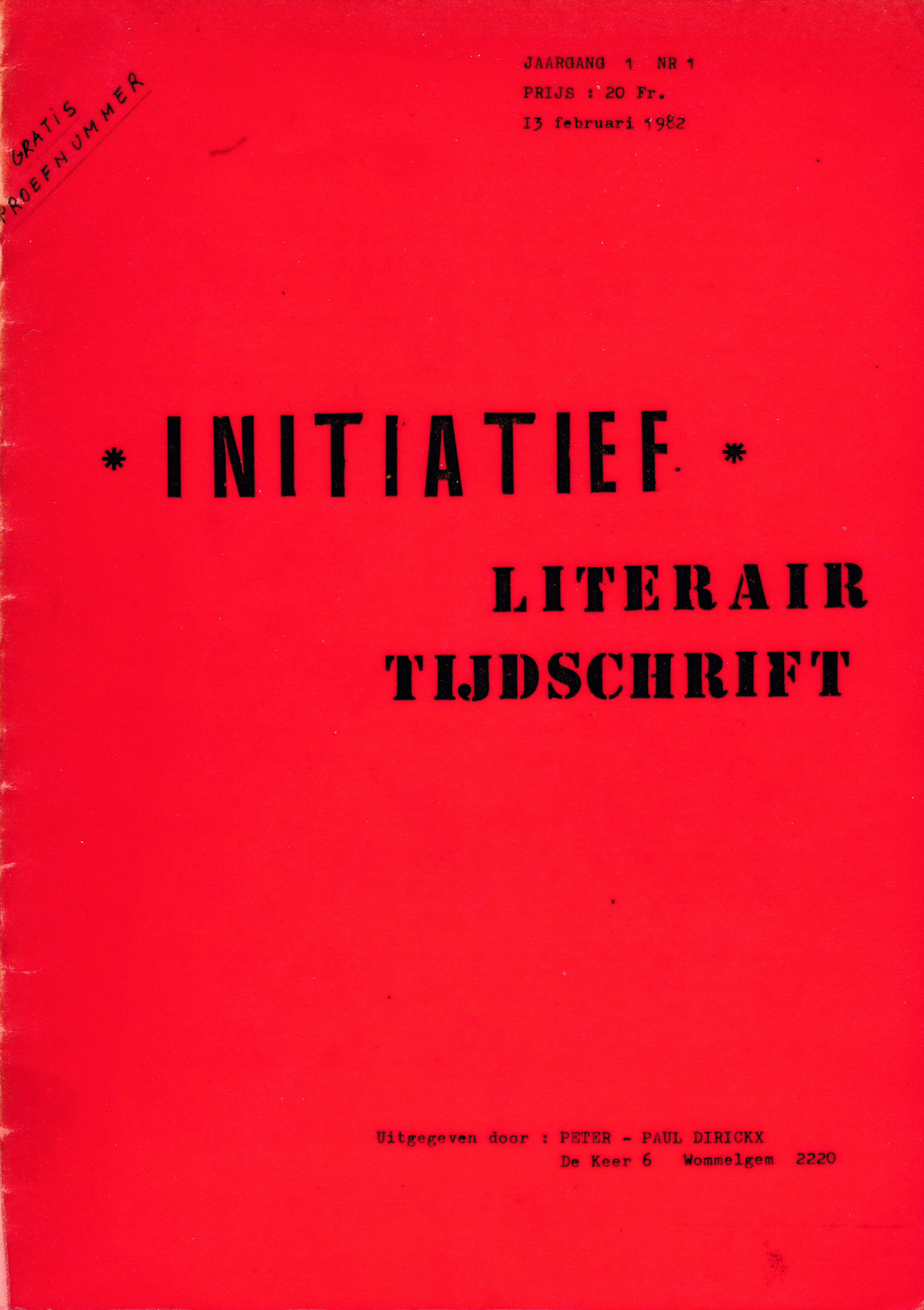
Het eerste nummer van Initiatief verscheen in februari 1982

Initiatief was een Vlaams literair tijdschrift dat verscheen van 1982 tot 1989. Het bood een uitlaatklep aan jonge auteurs die weer wilden 'vertellen' en die 'literatuur is amusement' als motto voerden, in tegenstelling tot de generatie schrijvers die in het begin van de jaren tachtig furore maakten met 'academische' postmodernistische literatuur.

## Geschiedenis
Het tijdschrift werd in 1982 opgericht door Peter-Paul Dirickx. De redactie bestond in de beginjaren vooral uit mensen die aan de KU Leuven germaanse filologie studeerden, zoals Jo Claes, Frits Crombez, Gert De Borger, Chris Derdeyn, Leo Jansegers, Dirk Tits, Cis Van Maris en Hubert Van Eygen. Maar al snel trok het tijdschrift ook veelbelovende schrijvers aan zoals Patrick Bernauw, Guy Didelez en Dirk Biddeloo, In de laatste jaren van zijn bestaan kwamen er o.a. Jan Bauwens, Guido Eekhaut, Ludo Noens, Dirk Rochtus, Joris Tulkens en Ivo Van Orshoven bij.
In 1986 verscheen het speciale poëzienummer 'De Nieuwe Tachtigers', samengesteld door Hubert Van Eygen, met bijdragen van 25 jonge dichters, onder wie Frank Albers, Johan Anthonis, Patrick Bernauw, Hans De Greve, Alain Delmotte, Paul Demets, Bernard Dewulf, Erik Heyman, Tom Lanoye, Frank Pollet, Dirk Rochtus, Peter Verhelst en Rik Wouters. Het was bedoeld als reactie op de postmodernistische beweging (en achteraf gezien ook een bevestiging ervan) die toen furore maakte, mede via het rivaliserende tijdschrift R.I.P. (waarvan maar vier nummers verschenen in 1982-1983) van Marc Eelen, Erik Spinoy, Dirk Van Bastelaere. Hun reactie liet niet lang op zich wachten: in 1987 verscheen Twist met ons met werk van Dirk Van Bastelaere, Bernard Dewulf, Charles Ducal, Erik Spinoy (en een voorwoord van Benno Barnard) bij uitgeverij Den Gulden Engel.
In 1986 publiceerden een aantal Initiatief-redactieleden en -medewerkers (Patrick Bernauw, Dirk Biddeloo, Ulrich Bouchard, Jo Claes, Guy Didelez, Peter-Paul Dirickx, Guido Eekhaut en Ludo Noens) bij Davidsfonds de ophefmakende verhalenbundel Hoogspanning. Op de achterflap wordt het boek als volgt voorgesteld: "Acht jonge Vlaamse auteurs schreven acht boeiende verhalen. In de inleiding stellen zij vast dat fantasie, spanning, zelfs humor vaak afwezig zijn in de literatuur van vandaag. Tegen de tendens om boeiend proza de vergeethoek in te duwen, zetten zij zich af met deze bundel spannende en mysterieuze verhalen. De nieuwe generatie."

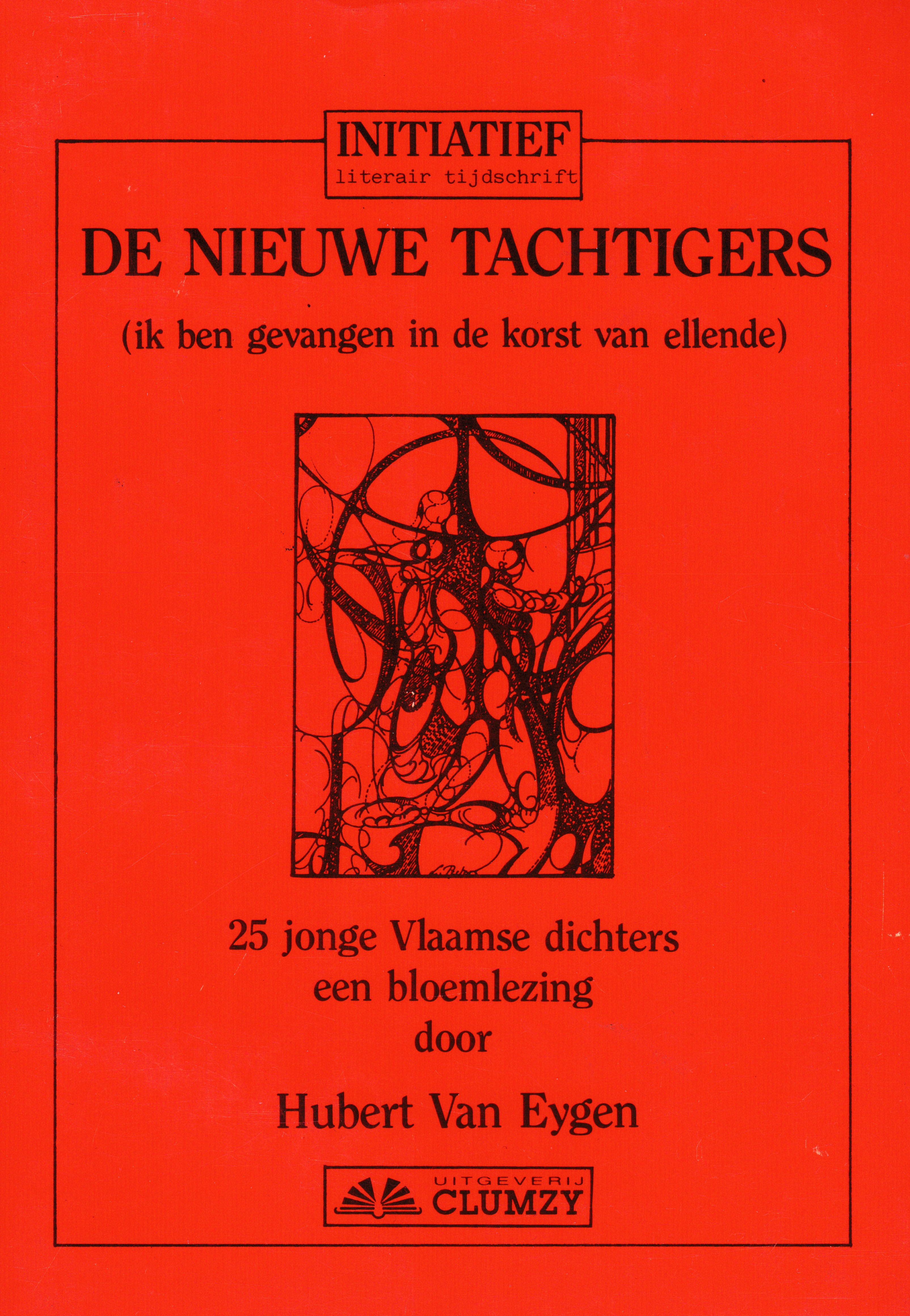
De ophefmakende bloemlezing 'De Nieuwe Tachtigers' werd op 13 december 1986 voorgesteld in De Blauwe Schuit te Leuven

Als postmodernistische tegenhanger publiceerde Kritak in hetzelfde jaar de verhalenbundel Mooie Jonge Goden, met bijdragen van Frank Albers, Herman Brusselmans, Frans Dennissen, Joris Denoo, Rudi Hermans, Stefan Hertmans, Guido van Heulendonck, Bob van Laerhoven, Jan Lampo, Tom Lanoye, Marc Mijlemans, Wim Neetens en Johnny van Tegenbos.
De strijd tussen 'vertellen' en 'literaturen' kreeg zijn hoogtepunt met de publicatie van het speciale boekenbeursnummer van Initiatief, onder de titel 'Vieze oude mannetjes’ (1987, met erotische verhalen van Jan Bauwens, Dirk Biddeloo, Jo Claes, Peter-Paul Dirickx, Guido Eekhaut, Ludo Noens en Joris Tulkens).

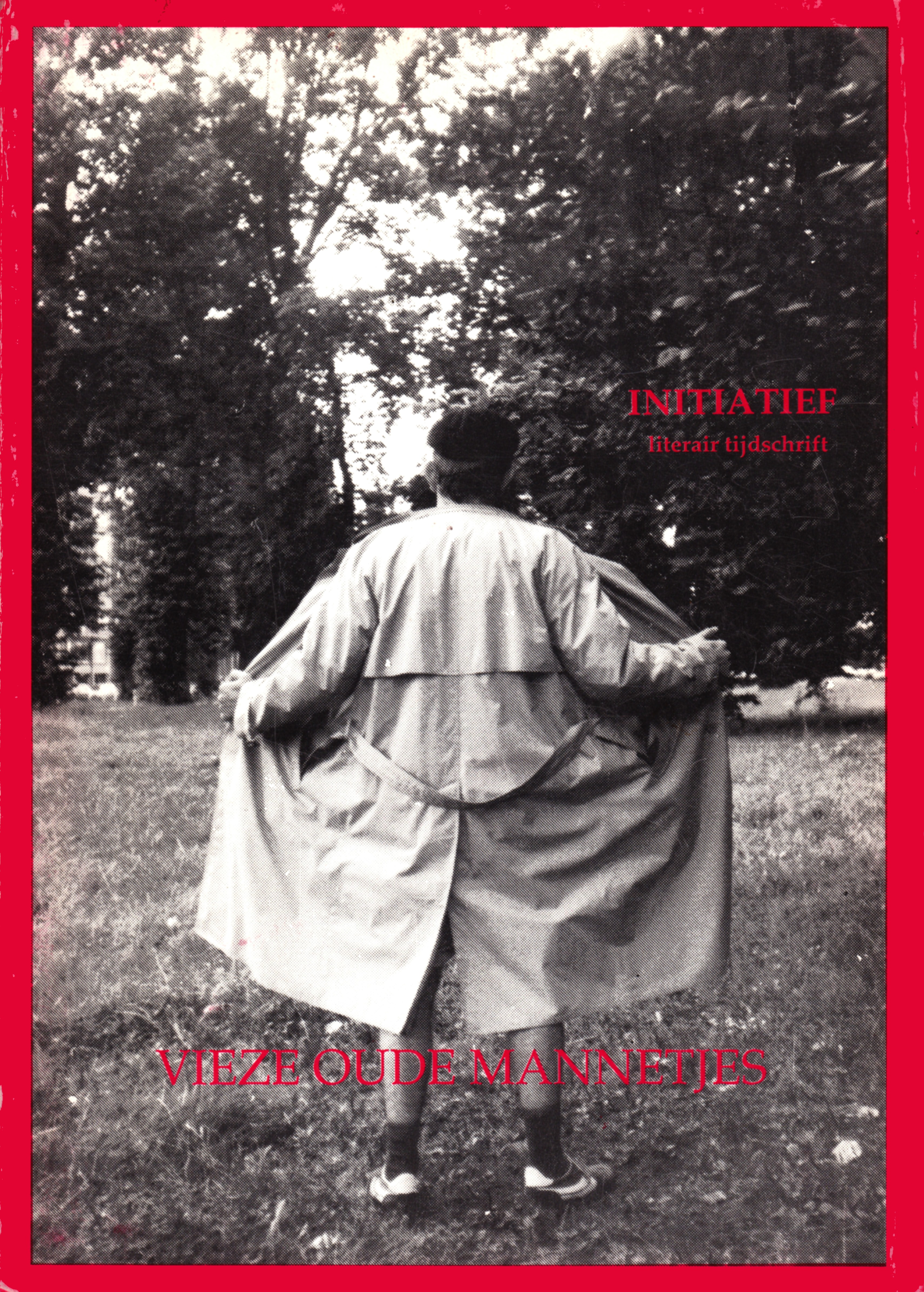
'Vieze oude mannetjes' verscheen in november 1987 als reactie op Mooie Jonge Goden

Het tijdschrift werd in de periode 1986-1987 uitgegeven door uitgeverij Clumzy.
In de laatste jaren van zijn bestaan gaf het tijdschrift verschillende opmerkelijke speciale nummers uit, zoals 'Grensincidenten, een multimediaal project' (nr. 33, 1987), waarin muziek, beeldende kunst en poëzie gecombineerd werden, het recensienummer 'Beursberichten' (nr. 37, 1988) en 'Spraakwater' (nr. 38, 1989), met interviews met onder anderen Jan Lampo, Dirk Rochtus, Ludo Abicht en Bob Van Laerhoven.
Met nr. 39 (verschenen in juli 1989) viel het doek voor dit opmerkelijke jongerentijdschrift.
Door het feit dat op het einde van de jaren tachtig diverse redacteuren van het tijdschrift hun literaire carrière konden uitbouwen bij een aantal (al of niet) erkende literaire uitgeverijen maakte het tijdschrift zich als 'springbord' overbodig.
Redacteur Hubert Van Eygen richtte in 1986 zijn eigen anti-postmodernistisch literair (k)wartaalschrift Weirdo's op samen met Frank Moyaert. Dat tijdschrift, dat een beetje als voortzetting van Initiatief kan worden beschouwd, bestaat nog steeds. Redacteur Ludo Noens richtte eveneens een eigen tijdschrift op, namelijk Portulaan, dat sinds 1986 verschijnt.
Volgende redactieleden zijn ondertussen overleden: Ivo Van Orshoven (1946-2000), Dirk Biddeloo (1952-2014) en Dirk Tits (1961-2018).